# La patrulla increïble
La patrulla increïble (originalment en castellà, Los ilusionautas) és una pel·lícula peruanoestatunidenca d'animació, aventura i familiar de 2012, dirigida per Eduardo Schuldt, escrita per Kathy Pilon i Abraham Vurnbrand. El repartiment de veus original està conformat per Moisés Suárez, Moisés Iván Mora, Julio Morín i Christopher Lloyd, entre d'altres. Realitzada per Aronnax Animation Studios i Televix Entertainment, la pel·lícula es va estrenar el 26 de gener de 2012. S'ha doblat i subtitulat al català.

## Sinopsi
Succeeixen esdeveniments estranys a França. Tots els herois de les obres de Jules Verne ara prenen vida i comencen a provocar caos i danys. Només un grup de quatre nens enginyosos poden solucionar el problema.